# Garnett, Kansas
Garnett là một thành phố thuộc quận Anderson, tiểu bang Kansas, Hoa Kỳ. Năm 2010, dân số của xã này là 3415 người.

## Dân số
Dân số các năm:
- Năm 2000: 3368 người
- Năm 2010: 3415 người